# 中央人民政府华侨事务委员会
中央人民政府华侨事务委员会是根据1949年9月27日中国人民政治协商会议第一届全体会议通过的《中华人民共和国中央人民政府组织法》第十八条的规定，于1949年11月1日设置的一个部门。

## 历史
1954年9月，第一届全国人民代表大会第一次会议在北京召开，会议通过了《中华人民共和国宪法》和《中华人民共和国国务院组织法》，成立中华人民共和国国务院。根据国务院《关于设立、调整中央和地方国家机关及有关事项的通知》，中央人民政府华侨事务委员会即告结束。国务院按照《国务院组织法》的规定，将原中央人民政府华侨事务委员会改为中华人民共和国华侨事务委员会，接替相关工作，成为国务院的组成部门。

## 组织结构
中央人民政府华侨事务委员会的机关设置一厅三司：
- 中央人民政府华侨事务委员会
  - 办公厅
  - 文教宣传司 司长费振东
  - 联络司
  - 生产救济司

## 组成人员
- 主任委员：何香凝
- 副主任委员：李任仁、廖承志、李铁民、庄希泉
- 委员：陈嘉庚、司徒美堂、陈其瑗、戴子良（1951年11月29日逝世）、费振东、蚁美厚、黄长水、周铮、侯寒江、庄明理、赵令德、林棠、张殊明、叶剑英、张云逸、张鼎丞、邓子恢、叶飞、李初梨、连贯、许敬诚、陈任一、王雨亭、蔡廷锴、彭泽民、官文森、王任叔、邵力子、萨镇冰（1952年4月10日逝世）、方方（1950年6月28日至1954年11月1日）